# 伊拉里雍

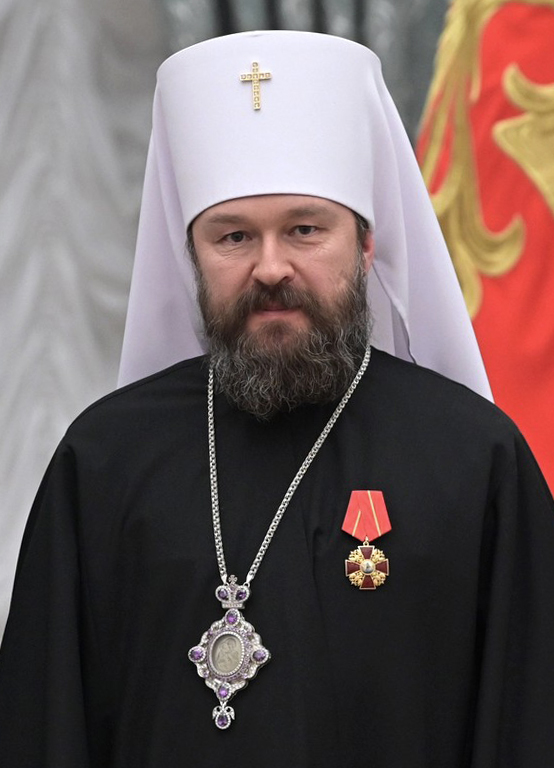
伊拉里雍都主教于2022年

伊拉里雍（或譯作伊拉里昂，1966年7月2日—），俗家名格里高利·阿尔费耶夫。俄罗斯正教会的都主教。目前为布达佩斯及匈牙利都主教，前任教会对外关系部部长。伊拉里雍都主教是有名的神学家，教会历史家，音乐作曲家。

## 生平
格里高利·瓦莱利耶维奇·阿尔费耶夫1966年7月24日生于莫斯科。1973年至1984年就读莫斯科格涅辛中等专业音乐学校，专业是小提琴和作曲。11岁时受洗。15岁时，他在教堂中开始做为读经者服务。1983年当莫斯科牧首座出版局员工，同时也是沃洛科拉姆斯克宗主教皮提林下的副辅祭。1984年毕业后考上莫斯科国立柴可夫斯基音乐学院。1984至1986年间，格里高利作为士兵服役。1987年，他自愿休学，并入立陶宛维尔纽斯圣灵修道院。
1987年6月19日成为修道士，名伊拉里雍。二日后成为修道执事。同年8月19日成为修道祭司。1988至1990年当维尔纽斯教区若干教堂的本堂神父。1990年成为考纳斯主教座堂的本堂神父。1989年毕业于莫斯科属灵学校远距课程，1991年毕业于莫斯科属灵大学院，并获得神学博士学位。1993年毕业于莫斯科属灵大学院的研究所。1991至1993年，伊拉里雍在莫斯科属灵学校及大学院任教，当信理和希腊文老师。1992-1993年在圣吉洪正教神学大学教新约圣经，并在圣约翰正教大学教教父学。1993至1995年，他就读牛津大学博士班，兼负责堂区服侍。毕业后获得哲学博士学位。
1995年起，伊拉里雍在莫斯科牧首座对外关系部任职，1997至2002年担任基督徒关系总部部长。1995至1997年在斯摩棱斯克和卡卢加两所属灵学校教教父学。1996至2004年间他担任主教公会神学委员会的委员。1996至1999年间在阿拉斯加州的赫尔曼属灵学校、纽约的圣弗拉基米尔属灵学校和剑桥大学神学院教神学课程。
1999年在巴黎的圣谢尔吉正教神学大学领受神学博士学位。2002年1月7日，升为修道院掌院级僧侣，14日在莫斯科由牧首阿列克谢二世以及各宗主教们祝圣为主教。2002年7月17日被主教神圣公会任命为莫斯科教区辅主教（波多利斯克主教），并担任罗斯正教会在布鲁塞尔欧洲的国际机构的代表。2003年5月7日被主教神圣公会任命为维也纳和奥地利主教。2005年2月1日当弗里堡大學（瑞士）神学院副教授。2009年3月31日莫斯科和全罗斯和主教神圣公会任命伊拉里雍主教当莫斯科牧首座对外关系部部长和主教神圣公会常任会员。同时担任新创的莫斯科牧首座之全教会的博士班及研究所。
2009年4月9日成为众哀伤者之欢乐教堂（莫斯科）的本堂主教。2010年2月1日成为都主教。曾多次訪問中國，與中國東正教會交流接觸，並在上海圣尼古拉堂、北京聖母安息教堂與哈尔滨圣母帡幪教堂舉行侍奉聖禮。伊拉里雍都主教国内外所发表地论著上600篇。

## 社会议题
伊拉里雍都主教曾声明俄罗斯正教会反对同性婚姻。他认为，同性婚姻违反了基督教的原则。在接受卡塔尔半岛电视台采访时，他也表达了相同的看法。伊拉里雍称，婚姻的概念不包含同性婚姻。虽然人民有自由选择自己的生活方式，婚姻应仅包括男女结合。

## 专著

### 中文
1. 正教导师谈祈祷卅二讲 伊拉里翁 总主教 著， 爱西里尔 译。台北：光启文化， 2009 年。 （页面存档备份，存于）

## 相关的网页
- Bishop Hilarion (Alfeyev) - 英文
- Епископ Иларион (Алфеев) - 俄罗斯文
- Russian Orthodox Church's Representation in Brussels（页面存档备份，存于） - 英、法、德文
- Hilarion Alfeyev. Livres （页面存档备份，存于） - 法文
- Schluss mit einem 'romantischen Ökumenismus' - kath.net
- World premiere of Metropolitan Hilarion's "Stabat Mater" （页面存档备份，存于）